# Паппергер, Армин Теодор
Армин Теодор Паппергер (нем. Armin Theodor Papperger; род. 30 января 1963, Майнбург) — немецкий менеджер, председатель правления оборонной компании Rheinmetall.

## Образование и профессиональная карьера
Паппергер изучал машиностроение в Дуйсбургском университете со специализацией в области молекулярной газодинамики, технологии производства и материаловедения и получил степень инженера. После завершения учёбы он начал свою профессиональную карьеру в 1990 году в сфере управления качеством на предприятии Rheinmetall GmbH (завод в Унтерлюссе) в качестве руководителя группы испытаний материалов. В 1992 году он перешёл на завод Rheinmetall в Дюссельдорфе в качестве заместителя начальника отдела контроля качества, а в 1998 году стал заместителем начальника главного отдела управления качеством. После различных должностей в управлении дочерними компаниями с 2001 года, с 2010 года он отвечал за системы транспортных средств, а также за сектор вооружения и боеприпасов в качестве члена правления подразделения обороны. В начале 2012 года он стал председателем совета директоров оборонного подразделения и, таким образом, членом правления группы Rheinmetall AG. 1 января 2013 года компания Rheinmetall назначила его генеральным директором. В 2025 году контракт был продлен. Паппергер планирует вывести Rheinmetall на уровень ведущих мировых производителей вооружений, таких как американские Lockheed Martin и Northrop Grumman. С этой целью он планирует рост продаж на 40% в год. 

## Покушение
В 2024 году ЦРУ раскрыло российские планы убийства руководителей европейских оборонных компаний, производящих оружие для Украины в её войне против России. Немецкая спецслужба подтвердила, что об этом ей сообщила партнерская служба США. После того как американские и немецкие спецслужбы сорвали планы покушения, охрана Паппергера была усилена до уровня главы государства.

## Личная жизнь
Паппергер женат, имеет двух дочерей.

## Должности и членство
Армин Паппергер является членом различных наблюдательных советов, таких как Rheinmetall Denel Munition (Pty) Ltd (председатель), Rheinmetall MAN Military Vehicles GmbH (председатель) и The Dynamic Engineering Solution Pty Ltd (заместитель председателя наблюдательного совета). С 2014 года он является президентом Федеральной ассоциации немецкой промышленности безопасности и обороны (BDSV).
Армин Паппергер является членом крупнейшей в Европе технической и научной ассоциации VDI (Ассоциация немецких инженеров) с середины 1980-х годов. В 2015 году он был председателем попечительского совета Института динамики высоких скоростей Фраунгофера EMI во Фрайбурге. С апреля 2022 года он является членом консультативного совета венгерской ИТ-компании 4iG. На 2023 и 2024 годы Паппергер был назначен членом президента Федеральной ассоциации немецкой промышленности.

## Награды
Лауреат спонсорской премии VDI в 1990 году: «Развитие односторонней контактной сварки электролитически оцинкованных листов».